# Municipio de Crooks
El municipio de Crooks (en inglés: Crooks Township) es un municipio ubicado en el condado de Renville en el estado estadounidense de Minnesota. En el año 2010 tenía una población de 191 habitantes y una densidad poblacional de 2,04 personas por km².

## Geografía
El municipio de Crooks se encuentra ubicado en las coordenadas 44°50′51″N 95°10′43″O / 44.84750, -95.17861. Según la Oficina del Censo de los Estados Unidos, el municipio tiene una superficie total de 93.49 km², de la cual 93,49 km² corresponden a tierra firme y (0 %) 0 km² es agua.

## Demografía
Según el censo de 2010, había 191 personas residiendo en el municipio de Crooks. La densidad de población era de 2,04 hab./km². De los 191 habitantes, el municipio de Crooks estaba compuesto por el 97,38 % blancos, el 2,62 % eran de otras razas. Del total de la población el 3,66 % eran hispanos o latinos de cualquier raza.